# Salitre Plaza
Salitre Plaza es el primer centro comercial inaugurado en el sector de Ciudad Salitre en el occidente de Bogotá. El centro comercial fue inaugurado el 14 de noviembre de 1996 por el alcalde de Bogotá, Antanas Mockus. Se ubica sobre la Avenida La Esperanza con carrera 68 B, a pocas cuadras de la Avenida 68. Cuenta con 286 tiendas y un almacén ancla, un almacén Éxito.
El centro comercial se encuentra a pocos pasos de Maloka y la Terminal de Transportes de Bogotá, en la localidad de Fontibón.
Entre los años 2016 y 2019 fue objeto de una remodelación completa de fachada, techo, barandas y pisos, con un costo de 47 mil millones de pesos.